# Gwyndaf Evans
Gwyndaf Evans (Dolgellau, 4 juni 1959) is een Brits voormalig rallyrijder afkomstig uit Wales.

## Carrière
Gwyndaf Evans debuteerde in 1984 in de rallysport. Hij was voornamelijk gedurende de jaren negentig een van de voornaamste rijders in het Brits rallykampioenschap. In 1996 won hij daarin de titel achter het stuur van de Formule 2 Ford Escort RS 2000. Met deze auto greep hij ook naar zijn beste resultaat in het Wereldkampioenschap Rally toe, met een zesde plaats tijdens de RAC van 1995. In totaal reed Evans meer dan dertig WK-rally's, onder meer met optredens voor de fabrieksteams van Ford en later ook Seat. In 2002 ondernam hij ook nog een weinig succesvol programma in het Junior World Rally Championship met een MG ZR.
Tegenwoordig is Evans eigenaar van de Ford dealer in zijn geboorteplaats Dolgellau. Zijn zoon, Elfyn Evans, is ook rallyrijder, en staat heden ten dage onder contract bij M-Sport, het team van Malcolm Wilson.